# تسوتنكاكو

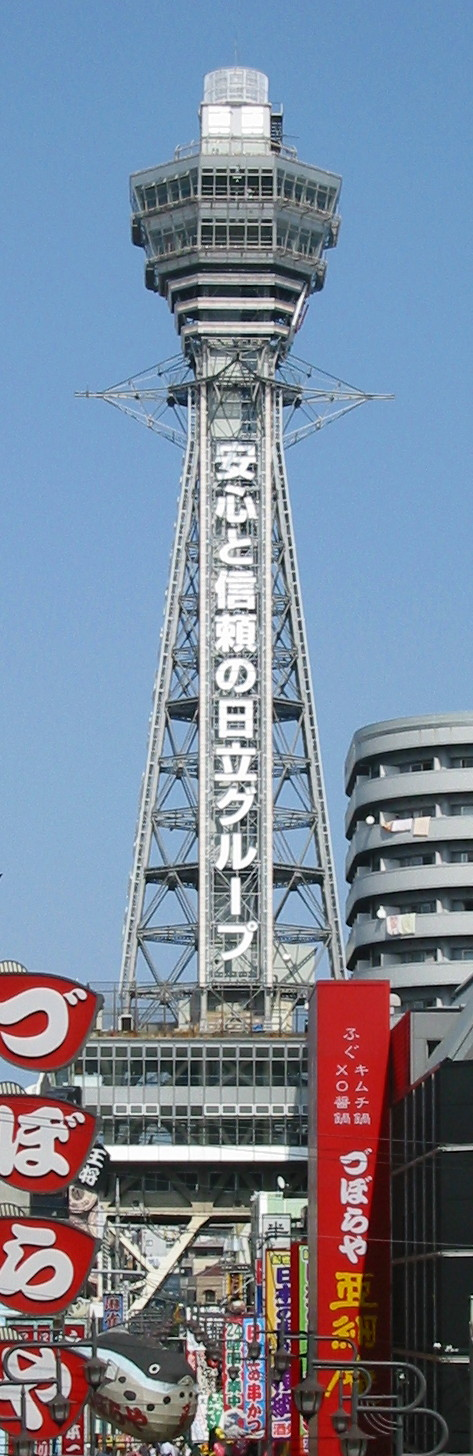
تسوتنكاكو، الجانب الجنوبي

تسوتينكاكو (باليابانية:通天 閣 ويعني «البرج الذي وصل السماء» مملوك لشركة تسوتينكاكو كانكو المحدودة). هو برج ومعلم معروف في أوساكا في اليابان. يقع البرج في حي شينسيكاي في نانيوا-كو، أوساكا. ويبلغ ارتفاعه الكلي 103 متراً, أما سطح المراقبة الرئيسي فهو على ارتفاع 91 متراً.

## تاريخه

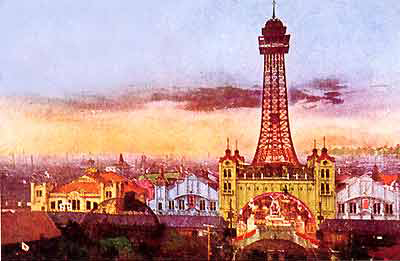
شينسيكاي لونا بارك في 1912

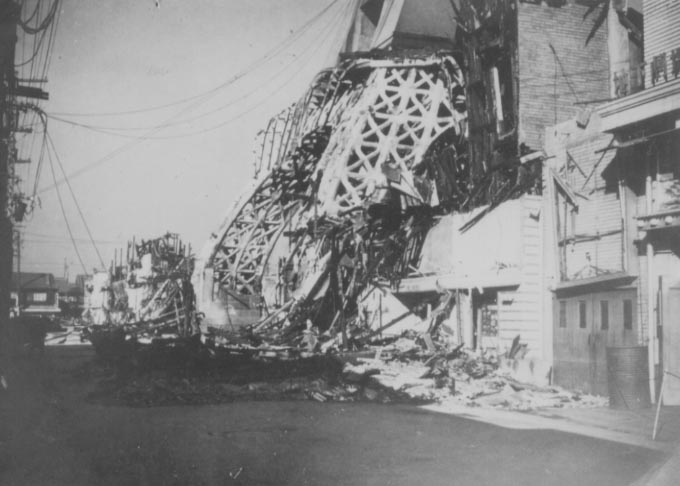
أضرار الحريق في برج تسوتينكاكو الأصلي في عام 1943

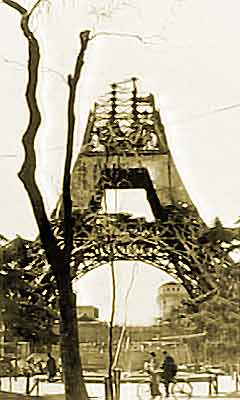
هدم أول برج تسوتينكاكو

البرح الحالي هو الثاني في الموقع. تم بناء البرج الأصلي الذي تم تصميممه بعد برج إيفل وقوس النصر في 1912، وكان متصلاً بمتنزه ملاهي مجاور يدعىلونا بارك بواسطة تلفريك جوي. في وقت تشيده بلغ ارتفاعه 64 متراً مما جعله ثاني أطول هيكل في أسيا.  وسرعان ما أصبح واحداً من أكثر المواقع شعبية في المدينة، وجذب الزوار من جميع أنحاء المنطقة. عانى الهيكل الأصلي من حريق في عام 1943 أضر به بشدة، وبدلاً من إصلاح الهيكل، تم تفكيكه واستخدام الفولاذ في الحرب. 
بعد الحرب، سعى المواطنون إلى إعادة بناء البرج. تم تأسيس شركة خاصة، شركة تسوتينكاكو كانكو المحدودة، وتم اختيار تاشو نايتو «أب الأبراج» لتصميمه. وقد إفتتح الهيكل الجديد الثماني الجوانب في عام 1956.

## وصلات خارجية
- الموقع الرسمي
 (باليابانية)

‌